# Норат
Норат (нем. Norath) — община в Германии, в земле Рейнланд-Пфальц.
Входит в состав района Рейн-Хунсрюк. Подчиняется управлению Эммельсхаузен. Население составляет 469 человек (на 31 декабря 2010 года). Занимает площадь 3,3 км².